# لوک روسن
لوک روسن (انگلیسی: Luc Roosen؛ زادهٔ ۱۷ سپتامبر ۱۹۶۴) دوچرخه‌سوار اهل بلژیک است.
از باشگاه‌هایی که در آن بازی کرده‌است می‌توان به اسپورت فلاندر-بالوزه، تیم لوتو–سودال، و تیم لوتوان‌ال–یومبو اشاره کرد.